# Kozel
A Velkopopovický Kozel (röviden: Kozel) cseh sörmárka. Magyarországon a Dreher Sörgyárak Zrt. gyártja licenc alapján. Az eredeti termék gyára Prága belvárosától 20 km-re, Velké Popovicében van.
A cseh kozel szó jelentése „kecske(bak)”.

## Típusai
1. Kozel 10 (4,2% térf.) — Mérsékelten telt, édes-kesernyés ízű világos sör. Illata aromás, karamelles és malátás. Élvezeti értékét növeli Üdítő jellegű csípőssége. Összetevői: víz, árpamaláta, komló, komlókivonat.
2. Kozel 11 (4,6% térf.), illetve Kozel Premium Lager — Lager típusú világos sör, amely kétféle malátából és gazdag aromájú komlóból készül. Kiegyensúlyozott, kellemesen keserű és testes sör.[1]
3. Kozel Mistrův ležák (4,8% térf.) — világos sör
4. Kozel Černý (3,6% térf.), illetve Kozel Dark — Könnyed, lágy, lager típusú barna sör. Selymes, karamellás ízét négyféle maláta hozzáadásával érik el.[1]

1. Kozel Řezaný (4,7% térf.) — vágott sör
2. Kozel Nealko (0,5% térf.) — alkoholmentes világos sör

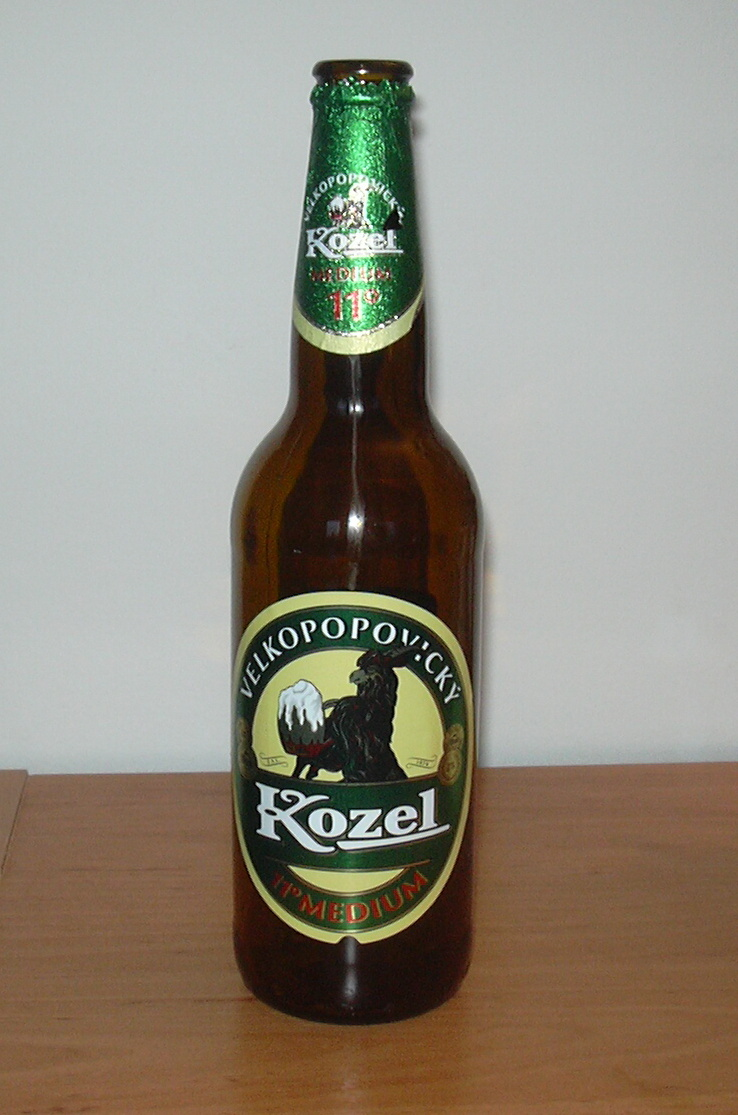
Medium világos sör
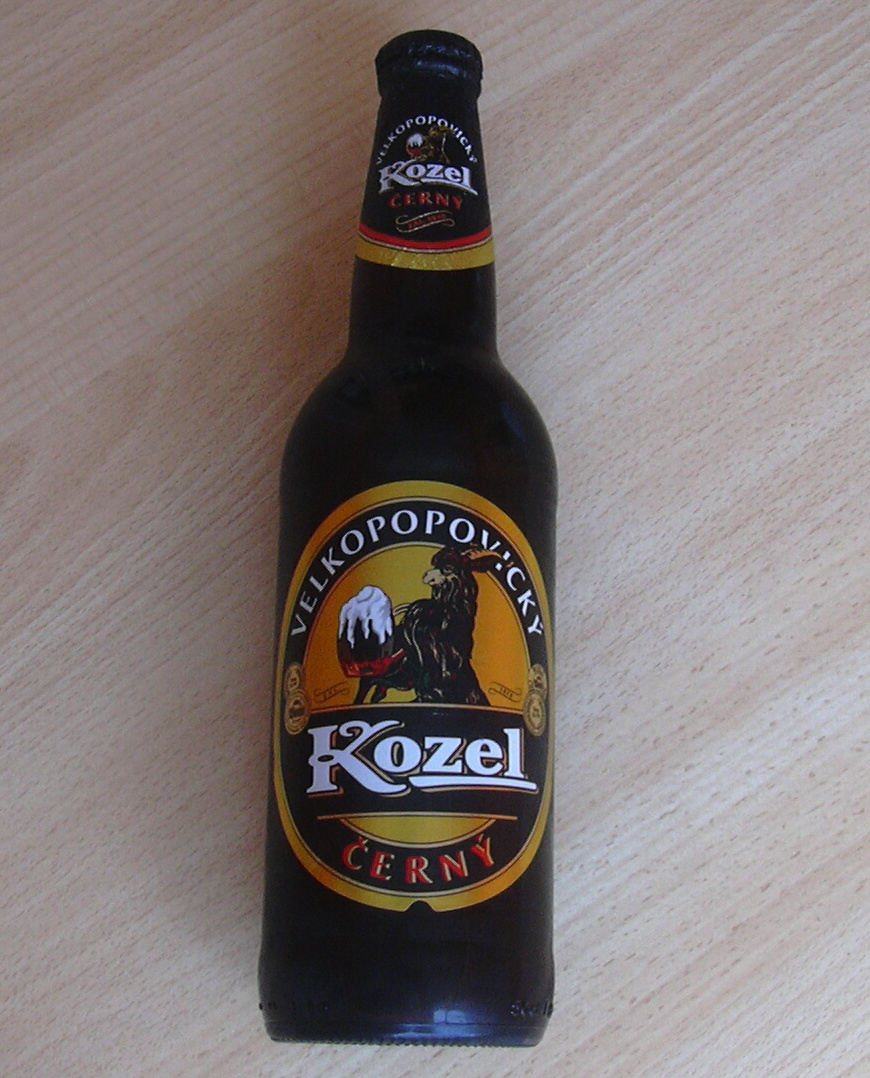
Barna sör

## Díjak
- Monde Selection – aranyérem[forrás?]
- Chicagói Sörvilágbajnokság – 4 aranyérem[forrás?]